# مکس شیاندری
مکس شیاندری (ایتالیایی: Max Sciandri؛ زادهٔ ۱۵ فوریهٔ ۱۹۶۷) دوچرخه‌سوار اهل ایتالیا است.

## باشگاهی
از باشگاه‌هایی که در آن رکاب زده‌است می‌توان به تیم دوچرخه‌سواری اف‌دی‌جی و ام‌جی مالیفیچو اشاره کرد.
وی در مسابقات کشوری و بین‌المللی در مجموع برندهٔ ۱ مدال برنز شده‌است.